# Phrurolithus kentuckyensis
Espèce
Phrurolithus kentuckyensis est une espèce d'araignées aranéomorphes de la famille des Phrurolithidae.

## Distribution
Cette espèce est endémique des États-Unis. Elle se rencontre au Kentucky et au Maryland.

## Description
Le mâle holotype mesure 2,3 mm et la femelle paratype 2,9 mm.

## Étymologie
Son nom d'espèce, composé de kentucky et du suffixe latin -ensis, « qui vit dans, qui habite », lui a été donné en référence au lieu de sa découverte, le Kentucky.

## Publication originale
- Chamberlin & Gertsch, 1930 : On fifteen new North American spiders. Proceedings of the Biological Society of Washington, vol. 43, p. 137-144 (texte intégral).